# Collegio di Montgomeryshire
Montgomeryshire è stato un collegio elettorale gallese rappresentato alla Camera dei comuni del Parlamento del Regno Unito. Eleggeva un membro del parlamento con il sistema maggioritario a turno unico; il collegio è stato abolito in occasione della revisione periodica del 2024.

## Estensione
Il collegio era incentrato sull'antica contea del Montgomeryshire, nell'area principale di Powys. Era uno dei collegi più rurali ed isolati del Regno Unito, ed era anche uno dei pochi collegi in cui i Liberal Democratici (in precedenza Liberali) potevano considerarsi sicuri, prima della sconfitta a vantaggio dei Conservatori del 2010. Montgomeryshire eleggeva deputati liberali o affiliati dal 1880, ad eccezione della vittoria alle elezioni del 1979 da parte dei conservatori. Alle elezioni del 1983 fu l'unico collegio in Inghilterra e Galles in cui un deputato conservatore perse il seggio, mentre a livello nazionale la maggioranza conservatrice crebbe. Il collegio fu ufficialmente chiamato Montgomery fino al 1997.

## Membri del parlamento dal 1880
| Elezione | Elezione              | Deputato         | Partito             |
| -------- | --------------------- | ---------------- | ------------------- |
|          | 1880                  | Stuart Rendel    | Liberale            |
| 1894 (S) | Arthur Humphreys-Owen |                  | Liberale            |
| 1906     | David Davies          |                  | Liberale            |
| 1929     | Clement Davies        |                  | Liberale            |
|          | Clement Davies        | 1931             | Liberale Nazionale  |
|          | Clement Davies        | 1939             | Indipendente        |
|          | Clement Davies        | 1942             | Liberale            |
| 1962 (S) | Emlyn Hooson          |                  | Liberale            |
|          | 1979                  | Delwyn Williams  | Conservatore        |
|          | 1983                  | Alex Carlile     | Liberale            |
|          | 1988                  | Alex Carlile     | Liberal Democratici |
| 1997     | Lembit Öpik           |                  | Liberal Democratici |
|          | 2010                  | Glyn Davies      | Conservatore        |
| 2019     | Craig Williams        |                  | Conservatore        |
|          | 2024                  | Collegio abolito | Collegio abolito    |

## Elezioni

### Elezioni negli anni 2010
| Partito                    | Partito                                   | Candidato                  | Risultati 12 dicembre 2019 | Risultati 12 dicembre 2019 |
| Partito                    | Partito                                   | Candidato                  | Voti                       | %                          |
| -------------------------- | ----------------------------------------- | -------------------------- | -------------------------- | -------------------------- |
|                            | Conservatore                              | Craig Williams             | 20 020                     | 58,51                      |
|                            | Lib Dem                                   | Kishan Devani              | 7 882                      | 23,04                      |
|                            | Laburista                                 | Kait Duerden               | 5 585                      | 16,32                      |
|                            | Gwlad Gwlad                               | Gwyn Evans                 | 727                        | 2,12                       |
|                            |                                           |                            |                            |                            |
| Iscritti                   | Iscritti                                  | Iscritti                   | 48 997                     | 100,00                     |
| ↳ Votanti (% su iscritti)  | ↳ Votanti (% su iscritti)                 | ↳ Votanti (% su iscritti)  | 34 214                     | 69,83                      |
| ↳ Astenuti (% su iscritti) | ↳ Astenuti (% su iscritti)                | ↳ Astenuti (% su iscritti) | 14 783                     | 30,17                      |
|                            |                                           |                            |                            |                            |
|                            | Esito: collegio confermato a Conservatore |                            |                            |                            |

| Partito                    | Partito                                   | Candidato                  | Risultati 8 giugno 2017 | Risultati 8 giugno 2017 |
| Partito                    | Partito                                   | Candidato                  | Voti                    | %                       |
| -------------------------- | ----------------------------------------- | -------------------------- | ----------------------- | ----------------------- |
|                            | Conservatore                              | Glyn Davies                | 18 075                  | 51,80                   |
|                            | Lib Dem                                   | Jane Dodds                 | 8 790                   | 25,19                   |
|                            | Laburista                                 | Iwan Wyn Jones             | 5 542                   | 15,88                   |
|                            | Plaid Cymru                               | Aled Hughes                | 1 960                   | 5,62                    |
|                            | Verdi                                     | Richard Chaloner           | 524                     | 1,50                    |
|                            |                                           |                            |                         |                         |
| Iscritti                   | Iscritti                                  | Iscritti                   | 49 773                  | 100,00                  |
| ↳ Votanti (% su iscritti)  | ↳ Votanti (% su iscritti)                 | ↳ Votanti (% su iscritti)  | 34 891                  | 70,10                   |
| ↳ Astenuti (% su iscritti) | ↳ Astenuti (% su iscritti)                | ↳ Astenuti (% su iscritti) | 14 882                  | 29,90                   |
|                            |                                           |                            |                         |                         |
|                            | Esito: collegio confermato a Conservatore |                            |                         |                         |

| Partito                    | Partito                                   | Candidato                  | Risultati 7 maggio 2015 | Risultati 7 maggio 2015 |
| Partito                    | Partito                                   | Candidato                  | Voti                    | %                       |
| -------------------------- | ----------------------------------------- | -------------------------- | ----------------------- | ----------------------- |
|                            | Conservatore                              | Glyn Davies                | 15 204                  | 45,04                   |
|                            | Lib Dem                                   | Jane Dodds                 | 9 879                   | 29,27                   |
|                            | UKIP                                      | Des Parkinson              | 3 769                   | 11,17                   |
|                            | Laburista                                 | Martyn Singleton           | 1 900                   | 5,63                    |
|                            | Plaid Cymru                               | Ann Griffith               | 1 745                   | 5,17                    |
|                            | Verdi                                     | Richard Chaloner           | 1 260                   | 3,73                    |
|                            |                                           |                            |                         |                         |
| Iscritti                   | Iscritti                                  | Iscritti                   | 48 711                  | 100,00                  |
| ↳ Votanti (% su iscritti)  | ↳ Votanti (% su iscritti)                 | ↳ Votanti (% su iscritti)  | 33 757                  | 69,30                   |
| ↳ Astenuti (% su iscritti) | ↳ Astenuti (% su iscritti)                | ↳ Astenuti (% su iscritti) | 14 954                  | 30,70                   |
|                            |                                           |                            |                         |                         |
|                            | Esito: collegio confermato a Conservatore |                            |                         |                         |

| Partito                    | Partito                                         | Candidato                  | Risultati 6 maggio 2010 | Risultati 6 maggio 2010 |
| Partito                    | Partito                                         | Candidato                  | Voti                    | %                       |
| -------------------------- | ----------------------------------------------- | -------------------------- | ----------------------- | ----------------------- |
|                            | Conservatore                                    | Glyn Davies                | 13 976                  | 41,33                   |
|                            | Lib Dem                                         | Lembit Öpik                | 12 792                  | 37,83                   |
|                            | Plaid Cymru                                     | Heledd Fychan              | 2 802                   | 8,29                    |
|                            | Laburista                                       | Nick Colbourne             | 2 407                   | 7,12                    |
|                            | UKIP                                            | David W. L. Rowlands       | 1 128                   | 3,34                    |
|                            | Fronte Nazionale                                | Milton Ellis               | 384                     | 1,14                    |
|                            | Indipendente                                    | Bruce Lawson               | 324                     | 0,96                    |
|                            |                                                 |                            |                         |                         |
| Iscritti                   | Iscritti                                        | Iscritti                   | 48 721                  | 100,00                  |
| ↳ Votanti (% su iscritti)  | ↳ Votanti (% su iscritti)                       | ↳ Votanti (% su iscritti)  | 33 813                  | 69,40                   |
| ↳ Astenuti (% su iscritti) | ↳ Astenuti (% su iscritti)                      | ↳ Astenuti (% su iscritti) | 14 908                  | 30,60                   |
|                            |                                                 |                            |                         |                         |
|                            | Esito: collegio passa da Lib Dem a Conservatore |                            |                         |                         |

### Elezioni negli anni 2000
| Partito                    | Partito                              | Candidato                  | Risultati 5 maggio 2005 | Risultati 5 maggio 2005 |
| Partito                    | Partito                              | Candidato                  | Voti                    | %                       |
| -------------------------- | ------------------------------------ | -------------------------- | ----------------------- | ----------------------- |
|                            | Lib Dem                              | Lembit Öpik                | 15 419                  | 51,23                   |
|                            | Conservatore                         | Simon Baynes               | 8 246                   | 27,40                   |
|                            | Laburista                            | David Tinline              | 3 454                   | 11,48                   |
|                            | Plaid Cymru                          | Ellen ap Gwynn             | 2 078                   | 6,90                    |
|                            | UKIP                                 | Clive Easton               | 900                     | 2,99                    |
|                            |                                      |                            |                         |                         |
| Iscritti                   | Iscritti                             | Iscritti                   | 46 734                  | 100,00                  |
| ↳ Votanti (% su iscritti)  | ↳ Votanti (% su iscritti)            | ↳ Votanti (% su iscritti)  | 30 097                  | 64,40                   |
| ↳ Astenuti (% su iscritti) | ↳ Astenuti (% su iscritti)           | ↳ Astenuti (% su iscritti) | 16 637                  | 35,60                   |
|                            |                                      |                            |                         |                         |
|                            | Esito: collegio confermato a Lib Dem |                            |                         |                         |

| Partito                    | Partito                              | Candidato                  | Risultati 7 giugno 2001 | Risultati 7 giugno 2001 |
| Partito                    | Partito                              | Candidato                  | Voti                    | %                       |
| -------------------------- | ------------------------------------ | -------------------------- | ----------------------- | ----------------------- |
|                            | Lib Dem                              | Lembit Öpik                | 14 319                  | 49,40                   |
|                            | Conservatore                         | David Jones                | 8 085                   | 27,90                   |
|                            | Laburista                            | Paul Davies                | 3 443                   | 11,88                   |
|                            | Plaid Cymru                          | David Senior               | 1 969                   | 6,79                    |
|                            | UKIP                                 | David Rowlands             | 786                     | 2,71                    |
|                            | ProLife Alliance                     | Ruth Davies                | 210                     | 0,72                    |
|                            | Indipendente                         | Reginald Taylor            | 171                     | 0,59                    |
|                            |                                      |                            |                         |                         |
| Iscritti                   | Iscritti                             | Iscritti                   | 44 248                  | 100,00                  |
| ↳ Votanti (% su iscritti)  | ↳ Votanti (% su iscritti)            | ↳ Votanti (% su iscritti)  | 28 983                  | 65,50                   |
| ↳ Astenuti (% su iscritti) | ↳ Astenuti (% su iscritti)           | ↳ Astenuti (% su iscritti) | 15 265                  | 34,50                   |
|                            |                                      |                            |                         |                         |
|                            | Esito: collegio confermato a Lib Dem |                            |                         |                         |

## Risultati dei referendum

### Referendum sulla permanenza del Regno Unito nell'Unione europea del 2016
|             | Collegio        | Lasciare UE % | Rimanere in UE % |
| ----------- | --------------- | ------------- | ---------------- |
|             | Montgomeryshire | 55,9%         | 44,1%            |
| Galles      | 52,5%           | 47,5%         |                  |
| Regno Unito | 51,9%           | 48,1%         |                  |